# Мельниковы
Мельниковы — дворянские и купеческие роды.
В Гербовник внесены три фамилии этого имени.
Первая: Иван Мельников, в службу вступил в 1783 году; 12.02.1792 произведён в прапорщики, 25 июля 1812 года — в действительные статские советники, и 2 ноября 1828 года пожалован ему с потомством диплом на дворянское достоинство (Герб. XI, 74).
Вторая: Александр Мельников, награждённый орденом св. Анны 3 степени в 1824 г. (Герб. XI, 124).
Третья: Алексей Мельников, вступивший в службу прапорщиком в 1825 г. (Герб. XI, 126).

## Описание герба
Щит пересечен. В первой, лазурной части, золотой дуб, на вершине которого серебряный голубь. Во второй, серебряной части, лазурный с чёрными клювом и лапами журавль, держащий золотой камень. Щит увенчан дворянскими шлемом и короною. Нашлемник: три серебряных страусовых пера. Намёт: справа — лазурный с золотом, слева — лазурный с серебром.
Герб Мельниковых (потомство Ивана Мельникова) внесён в Часть 11 Общего гербовника дворянских родов Всероссийской империи, стр. 74.